# سارگیس خاچاطریان (بازیکن فوتبال)
سارگیس خاچاطریان (ارمنی: Սարգիս Խաչատրյան؛ زادهٔ ۲۳ اکتبر ۱۹۶۴) بازیکن فوتبال در پست  مهاجم اهل ارمنستان است.

## باشگاهی
از باشگاه‌هایی که در آن بازی کرده‌است می‌توان به باشگاه فوتبال لخیا گدانسک اشاره کرد.